# Leng Mei

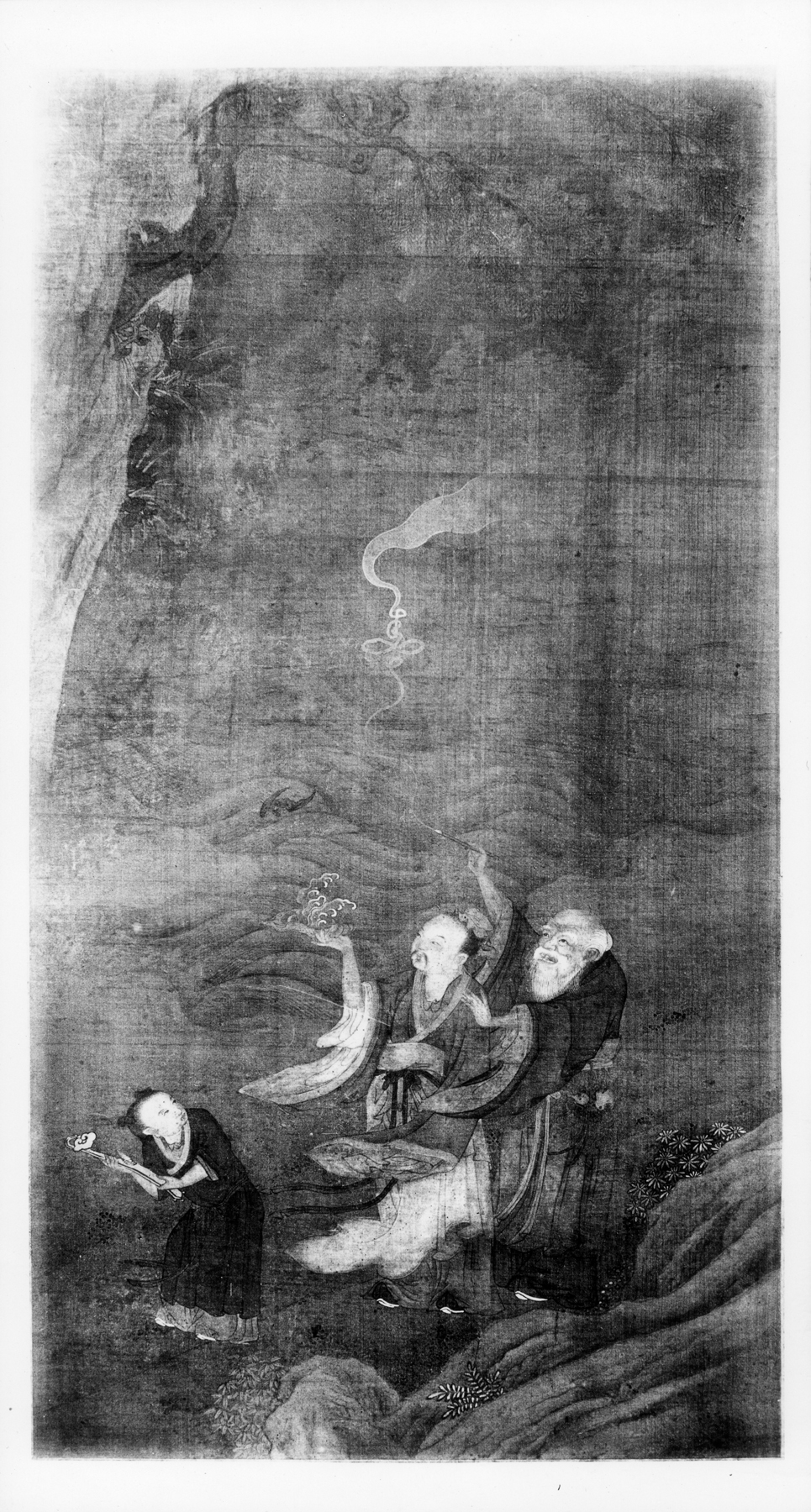
“El vell del Pol Sud” (Walters Art Museum)

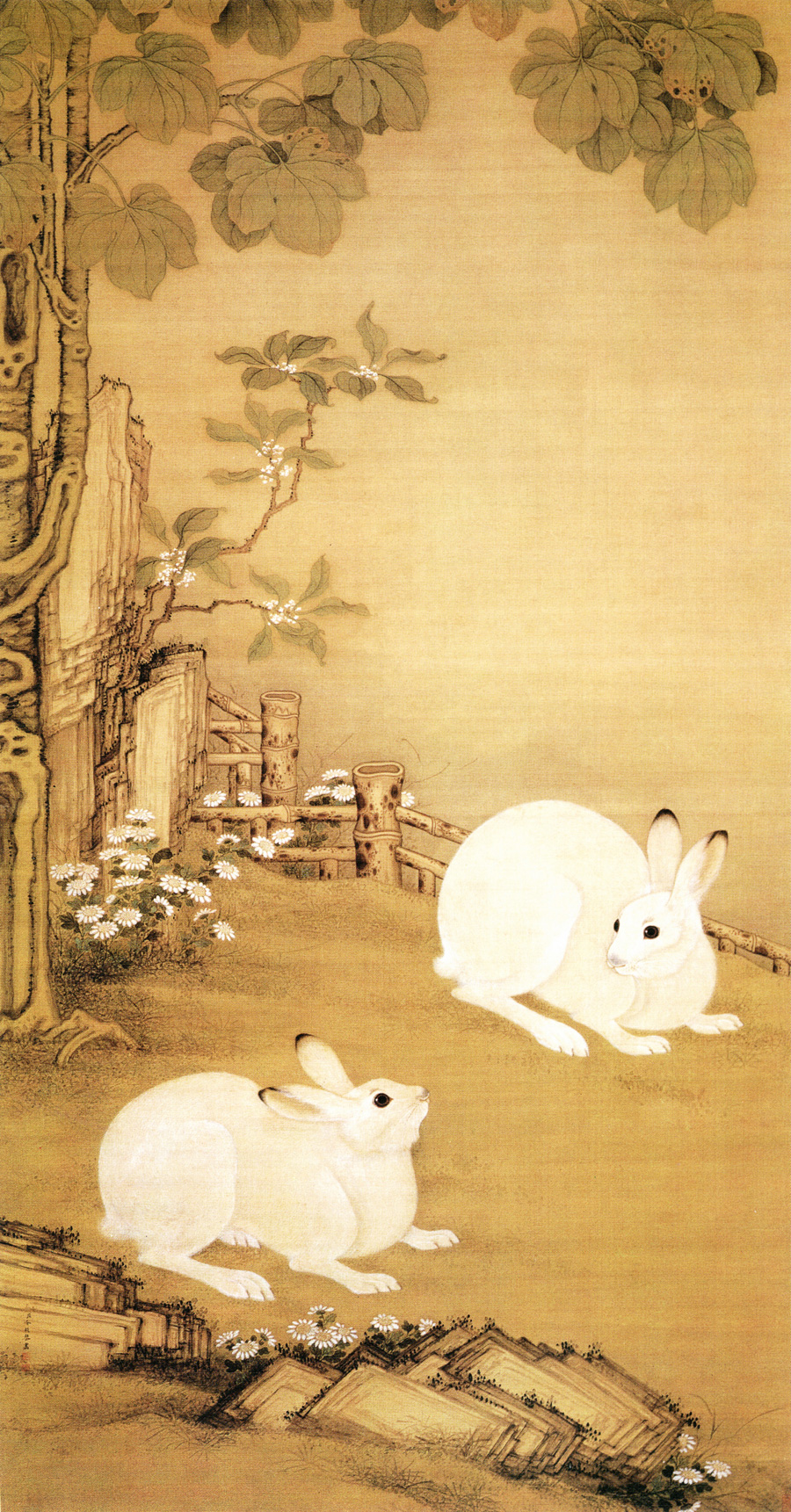
Dos conills sota un arbre”(梧桐双兔图), Leng Mei, Museu del Palau, Pequín

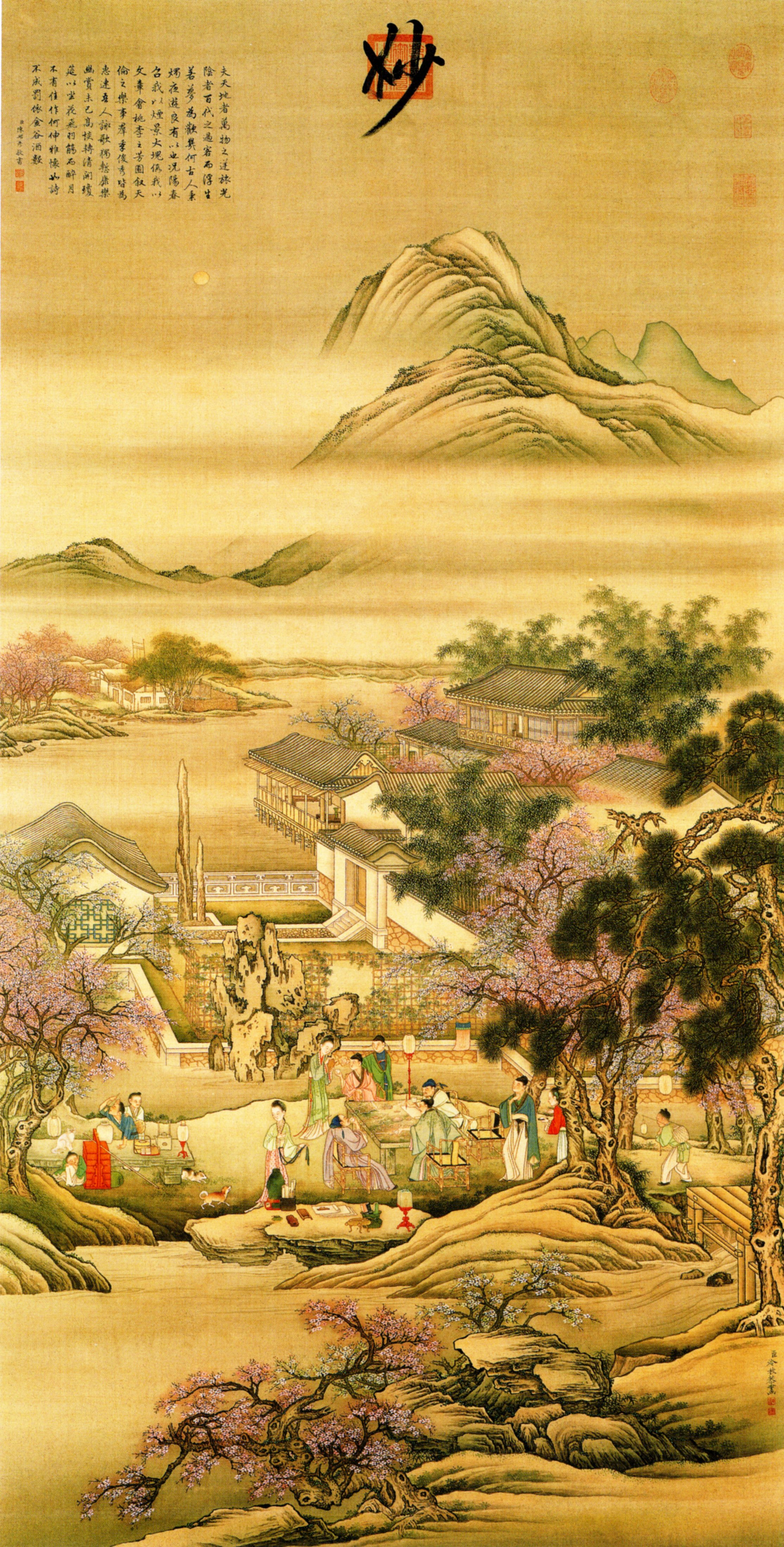
Banquet al jardí en una nit de primavera (春夜宴桃李園), Leng Mei, Museu Nacional del Palau, Taipei

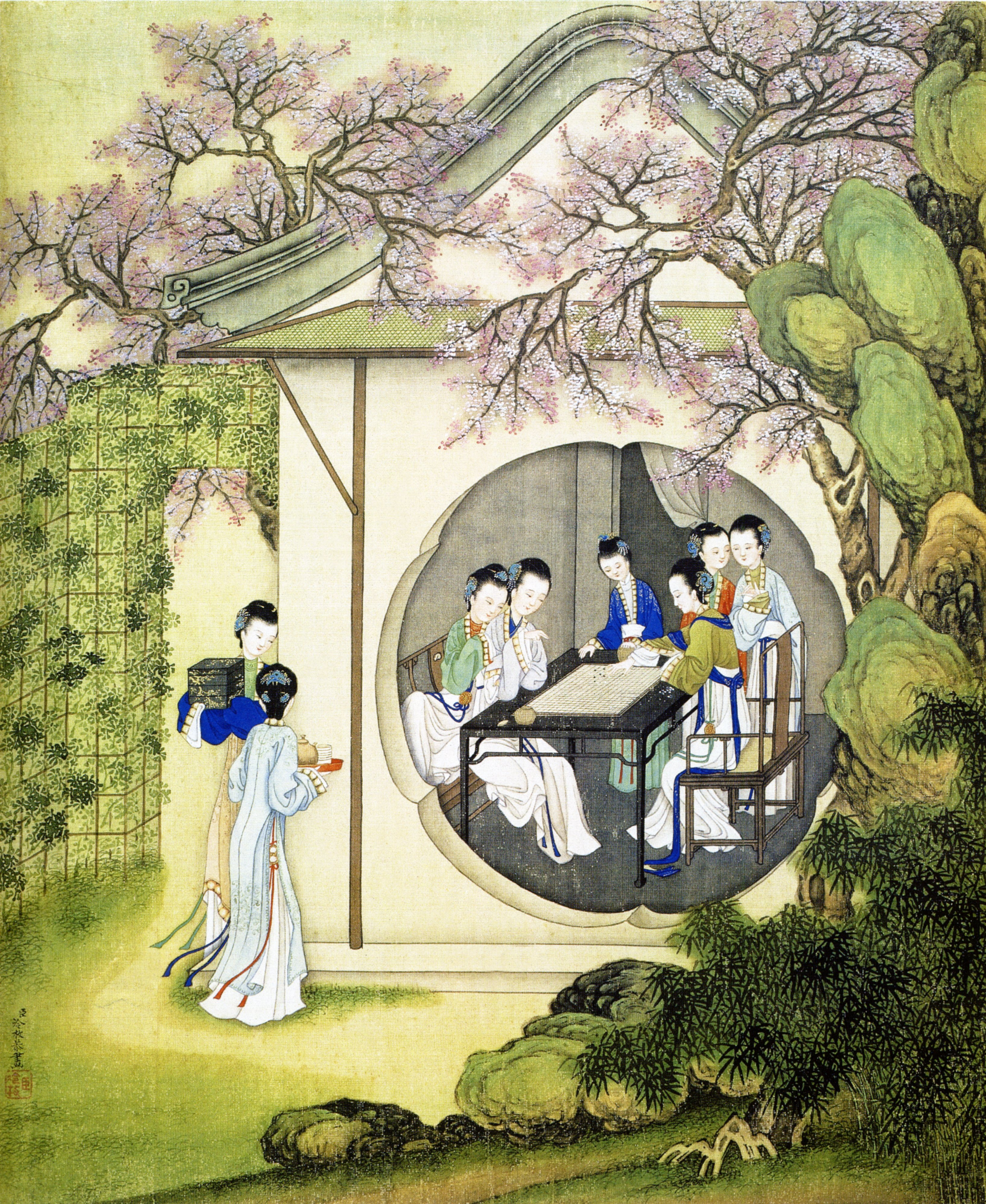
Figures (人物), Leng Mei, Museu Nacional del Palau, Taipei

Leng Mei (xinès: 冷枚; pinyin: Lěng Mèi) fou un pintor que va viure sota la dinastia Qing. Es coneixen pocs detalls de la seva biografia. Les seves dates de naixement i mort són desconegudes (¿1669-1742?). Era oriund de Jiaozhou província de Shandong.

## Obra pictòrica
Leng Mei es va especialitzar en la pintura de figures humanes, especialment de belleses de la cort. Va ser alumne de Jiao Bingzhen (Font: Thomas H. C. Lee). Vers el 1700 va ser pintor de la cort i va desenvolupar la seva obra artística en el taller de l'emperador Kangxi i moltes de les seves pintures estan inspirades en els desitjos d'aquest emperador. Lamentablement, molts dels treballs de Leng han desaparegut arran de l'incendi provocat per les forces britàniques i franceses en ocupar Yuanmingyuan l'antic palau d'estiu dels emperadors xinesos, el 1860. Entre les seves obres es poden mencionar “Palau d'estiu de Jehol” i “Conills sota un arbre” (parasol)”, considerada una de les millors reproduccions d'aquests animals de la pintura dels Qing.